# Aleksandr Gudumak
Aleksandr Igorevič Gudumak (in russo Александр Игоревич Гудумак?; Bălți, 3 luglio 1993) è un cestista moldavo naturalizzato russo.

## Carriera
Con la Russia ha disputato le Universiadi di Gwangju 2015.

## Palmarès
- Campionato russo: 2

CSKA Mosca: 2010-11, 2012-13
- VTB United League: 2

CSKA Mosca: 2012-13, 2013-14